# Vallo di Diano
Vallo di Diano (còn được gọi là Valdiano) là một thung lũng nằm tại tỉnh Salermo, Campania, Ý.

## Vị trí
Nó nằm giữa dãy núi Alburni và trên ranh giới giữa hai vùng Campania với Basilicata, được coi là một tiểu vùng địa lý của Cilento và là một phần của Vườn quốc gia Cilento và Vallo di Diano, một Di sản thế giới được UNESCO công nhận từ năm 1998. Diện tích chủ yếu của thung lũng là những cánh rừng, chủ yếu nằm tập trung tại Pruno, là khu rừng lớn nhất tại Cilento.
Khu vực này bao gồm 17 đô thị trong đó lớn nhất là Sala Consilina với 12.500 cư dân. Những đô thị khác bao gồm Atena Lucana, Auletta, Buonabitacolo, Caggiano, Casalbuono, Monte San Giacomo, Montesano sulla Marcellana, Padula, Pertosa, Polla, San Pietro al Tanagro, Sant'Arsenio, San Rufo, Sanza, Sassano và Teggiano.